# 马杜吉里
马杜吉里（Madhugiri），是印度卡纳塔克邦杜姆古爾縣的一个城镇。总人口26351（2001年）。

## 人口
该地2001年总人口26351人，其中男性13645人，女性12706人；0—6岁人口2792人，其中男1459人，女1333人；识字率72.06%，其中男性为77.17%，女性为66.57%。